# Koji
El koji és un material alimentari produït per fermentació mitjançant el fong Aspergillus oryzae. El substrat emprat sol ser grans d'arròs, blat i soja.
Per créixer, l'Aspergillus oryzae produeix i allibera diversos enzims de les puntes de les seves hifes que descomponen el midó i les proteïnes, etc., i els utilitzen com a font de nutrients per créixer. L'acció dels diversos enzims descomponedors produïts per l'Aspergillus oryzae s'utilitza en la producció d'aliments fermentats com el sake, el miso, el vinagre, els escabetxos, la salsa de soja, el shochu i l'awamori.
Aquesta tècnica de fermentació és exclusiva de l'Àsia oriental, incloent-hi la regió de l'Himàlaia i el sud-est asiàtic. Es creu que la tècnica del koji en el sentit ampli esmentada en aquesta pàgina per als aliments fermentats es va originar a la Xina, però els motlles que la Xina i Corea han utilitzat durant molt de temps en la fabricació tradicional de sake i soja són espècies de Rhizopus i Mucor, i no les espècies Aspergillus oryzae i Aspergillus sojae que sovint es coneixen com a "koji" en sentit estricte. [  oryzae i Aspergillus sojae són koji que van ser descoberts pels japonesos i tradicionalment utilitzats en aliments fermentats, i ara s'utilitzen àmpliament a l'Àsia oriental.
El nom «koji» és una corrupció del substantiu «kamoshi», que és la paraula japonesa per a «kamosu» (fer cervesa).
« Koji » és un caràcter xinès introduït des de l'antiga Xina , mentre que « koji » és un caràcter xinès d'origen japonès que es pot veure al període Edo i es refereix específicament al koji d'arròs.

## Com fer Koji
Hi ha dues maneres de fer koji: escampant espores de floridura de koji cultivades per separat sobre ingredients al vapor, o extraient i emmagatzemant koji bo del koji fet prèviament i afegint-lo a l'arròs al vapor quan es fa koji nou. Aquest últim mètode s'anomena "kyokoji" (també anomenat "tomo koji"). Al Japó actual, el primer mètode és el més utilitzat, i les llavors de koji subministrades per fabricants especialitzats en llavors de koji s'utilitzen sovint quan es fa koji nou. Com que hi ha espècies de floridura silvestres que produeixen micotoxines a l'aire lliure, és preferible utilitzar llavors de koji subministrades per fabricants especialitzats per evitar els danys que causen. El ferro té un efecte negatiu sobre el creixement d' Aspergillus oryzae, per la qual cosa s'utilitza aigua amb baix contingut de ferro. L'aigua tova que no és adequada per a la preparació de sake és més adequada per a la preparació de salsa de soja.
Per tal de produir aliments fermentats que tinguin un sabor, un valor nutricional i altres propietats funcionals excel·lents, les empreses i les institucions públiques de recerca, com ara els governs locals, estan preservant i seleccionant noves soques superiors de floridura koji.
La producció de koji també s'anomena seikiku o seigiku, i es pronuncia "kiku", una pronunciació que no s'utilitza gaire avui dia .

## Com s'utilitza el Koji
1. En afegir koji als ingredients de la fermentació, els enzims ja produïts per la floridura i altres organismes s'utilitzen per fermentar els aliments. Els microorganismes no necessàriament han d'estar vius durant la fermentació. Així és com s'utilitza el koji per fer miso, amazake i mirin.
2. S'utilitza per inocular els materials de fermentació amb els microorganismes necessaris. Aquest és el koji de llavor en la tecnologia japonesa del koji.
3. El koji també es pot utilitzar quan es planten floridura i altres microorganismes i es deixa que creixin al mateix material de fermentació. Normalment, el creixement dels microorganismes que formen el koji s'atura a mig camí afegint aigua o sal, i el procés passa a la següent etapa de fermentació utilitzant els enzims i altres microorganismes que s'han produït. Aquest és el koji que s'utilitza com a precursor del puré utilitzat en el sake, el shochu i la salsa de soja.
4. També n'hi ha alguns que es troben entre l'1 i el 3 anteriors. Per exemple, quan es fa miso japonès, el miso de soja de la regió de Chubu , que utilitza koji de soja, és un exemple perfecte dels 3 anteriors. Tanmateix, en molts casos, el koji es fa d'arròs o ordi, i això s'afegeix a la soja bullida amb sal. Si la soja es considera l'ingredient principal del miso japonès, això s'acosta a l'1, però el miso blanc de la regió de Kinki i el miso d'ordi de Kyushu tenen una proporció molt alta de koji d'arròs o koji d'ordi en general, i si aquests també es consideren els principals ingredients de fermentació, es pot dir que els elements del 3 són més destacats.

El koji és utilitzat per les empreses per produir aliments fermentats, i també es ven a les llars per fer amazake i altres begudes, així com shio koji com a condiment.

## Tipus de Koji

### Mochi Koji
El mochi koji es fa triturant grans crus o cuits, pastant-los amb aigua i després deixant que hi creixi floridura. Moltes begudes alcohòliques a l'Àsia oriental, incloses la Xina i Corea, es fan amb mochi koji.
Els principals bacteris són Aspergillus oryzae , Saccharomycopsis fibuligera, Pdiococcus pentosaceus i Rhizopus i Mucorales, que formen una flora bacteriana. La recerca des de la dècada de 1990 ha demostrat que els llevats filamentosos Aspergillus oryzae i Saccharomycopsis són els principals bacteris de sacarificació, i la teoria anterior era que Rhizopus i Mucor eren responsables de la sacarificació, però Mucor té una capacitat de sacarificació feble [  Rhizopus té una capacitat de producció d' àcid màlic , àcid succínic i àcid fumàric més alta que Aspergillus oryzae, i té l'efecte de suprimir el creixement de bacteris contaminants. També té una excel·lent capacitat per convertir el midó cru en sucre.
- Exemples de noms
  - Indonèsia – Ragi
  - Nepal - Murcha
  - Bhutan – Chang Pho
  - Filipines – Bubod
  - Tailandès- Rukpan

### Barakouji (sembra de koji)
Es fa fent créixer floridura en grans escalfats (normalment al vapor) com l'ordi. S'utilitza per fer sake, shochu, miso, salsa de soja, etc.
El principal tipus de floridura és l'Aspergillus oryzae, però el tipus varia segons l'aplicació. El sake, el miso i la salsa de soja es fabriquen principalment amb Aspergillus oryzae groc, mentre que el shochu autèntic es fa amb Aspergillus oryzae blanc i Aspergillus oryzae negre, l'awamori es fa amb Aspergillus oryzae negre i l'Aspergillus oryzae vermell de la província de Fujian, Xina , es fa amb Aspergillus oryzae vermell .
|  | Aquesta secció necessita una ampliació . |

## Koji japonès
El Koji ha tingut un impacte important en la cultura alimentària japonesa. El 2006, la Societat Cervesera del Japó va designar Nihon Koji Mold (koji groc, Aspergillus oryzae ), Shoyu Koji Mold (koji groc, Aspergillus sojae ), Awamori Koji Mold (koji negre, Aspergillus luchuensis ) i Shiro Koji Mold ( Aspergillus luchuensis ).

### Malta d'arròs
| Valor nutricional per 100 g                                                                   | Valor nutricional per 100 g |
| --------------------------------------------------------------------------------------------- | --------------------------- |
| Energia                                                                                       | 1.197 kJ (286 kcal)         |
|                                                                                               |                             |
| hidrats de carboni                                                                            | 59,2 g                      |
| Fibra                                                                                         | 1,4 g                       |
|                                                                                               |                             |
| greix                                                                                         | 1,7 g                       |
|                                                                                               |                             |
| proteïna                                                                                      | 5,8 g                       |
|                                                                                               |                             |
| vitamina                                                                                      |                             |
| Tiamina ( B1 )                                                                                | (10%) 0,11 mg               |
| Riboflavina ( B2 )                                                                            | (11%) 0,13 mg               |
| Niacina ( B3 )                                                                                | (10%) 1,5 mg                |
| Àcid pantotènic ( B5 )                                                                        | (8%) 0,42 mg                |
| Vitamina B6                                                                                   | (8%) 0,11 mg                |
| Àcid fòlic ( B9 )                                                                             | (18%) 71 µg                 |
| Vitamina E                                                                                    | (1%) 0,2 mg                 |
|                                                                                               |                             |
| mineral                                                                                       |                             |
| sodi                                                                                          | (0%) 3 mg                   |
| potassi                                                                                       | (1%) 61 mg                  |
| calci                                                                                         | (1%) 5 mg                   |
| magnesi                                                                                       | (5%) 16 mg                  |
| Fosforescència                                                                                | (12%) 83 mg                 |
| ferro                                                                                         | (2%) 0,3 mg                 |
| zinc                                                                                          | (9%) 0,9 mg                 |
| coure                                                                                         | (8%) 0,16 mg                |
| seleni                                                                                        | (3%) 2 µg                   |
|                                                                                               |                             |
| Altres ingredients                                                                            |                             |
| humitat                                                                                       | 33,0 g                      |
| Fibra dietètica soluble                                                                       | 0,2 g                       |
| fibra dietètica insoluble                                                                     | 1,2 g                       |
| Biotina ( B7 )                                                                                | 4,2 µg                      |
| - unitat - µg = microgram • mg = mil·ligram - UI = Unitats Internacionals                     |                             |
| Els percentatges són les ingestes diàries recomanades ( RDI ) per a adults als Estats Units . |                             |

El floridura Koji es cultiva en arròs bullit.
El koji d'arròs utilitzat en el sake s'especifica a la Notificació núm. 8 de l'Agència Tributària Nacional "Establint normes per a l'etiquetatge del mètode d'elaboració i la qualitat del sake [1] " emesa el 22 de novembre de 1989 (Heisei 1), que estableix que "el koji d'arròs es fa propagant la floridura del koji en arròs blanc i és capaç de convertir el midó de l'arròs blanc en sucre. El sake amb un nom específic es limita al sake que utilitza un 15% o més d'arròs koji (la relació entre el pes de l'arròs koji i el pes de l'arròs blanc; el mateix s'aplica a continuació)".

### Koji de mongeta
Es fa cultivant floridura koji en soja. És ric en proteïnes, cosa que dóna com a resultat un miso deliciós. La soja s'utilitza sovint en el miso de soja, com ara el miso Hatcho.

### koji d'ordi
Es fa cultivant floridura koji sobre ordi, però com que la floridura koji no creix en el seu estat original, es refina i es cou al vapor. Al Japó, sovint s'utilitza com a ingredient en el shochu d'ordi, el miso i la salsa de soja. Com que el koji d'ordi té una activitat enzimàtica diferent en comparació amb el koji d'arròs, calen tècniques de cervesa especialitzades per al koji d'ordi.

### Koji de ciques
|  | Aquesta secció necessita una ampliació . |

## Tipus de motlle de koji

### motlle de koji groc
S'ha utilitzat des de l'antiguitat i és una espècie representativa de bacteris utilitzats per elaborar miso, salsa de soja, sake, vinagre, mirin, etc. La classificació adequada per a cada tipus d'elaboració de cervesa està determinada per l'equilibri dels tres enzims amilasa, proteasa i lipasa. Pel que fa a la classificació per pigment, també hi ha la floridura de koji groga blanca pura i la floridura de koji blava. De fet, hi ha moltes espècies de bacteris anomenats floridura de koji groga.

### Motlle de koji blanc
Aquesta és una espècie de fong aïllada per Genichiro Kawachi com a mutant albí de la floridura koji negra d'Okinawa utilitzada en awamori. Va contribuir enormement a la cultura shochu de la regió de Kyushu, i el recent auge nacional i mundial del shochu va ser impulsat per aquesta floridura koji blanca.

### motlle de koji negre
El koji negre ( Aspergillus luchuensis ) és una espècie que no produeix ocratoxina A i es coneix comunament com a Aspergillus d'Awamori. És un Aspergillus que s'ha utilitzat a Okinawa per elaborar awamori des de l'antiguitat. És actiu en la fermentació amb àcid cítric i pot mantenir el most relativament àcid a un pH al voltant de 3. Això impedeix el creixement de bacteris durant la fermentació i és adequat per a la fabricació d'alcohol en regions amb temperatures relativament altes. El koji negre conté més glucoamilasa que el koji groc i pot sacarificar el midó cru que no s'ha escalfat.
El Kurokoji es va estendre a la producció de shochu a Kyushu al voltant de 1910 , quan Kawachi Genichiro va cultivar la "floridura Kawachi Kurokoji" (nom científic: A. niger var. awamori ) a partir del koji negre d'awamori i va proporcionar assessorament tècnic als productors de shochu a Kagoshima. El rendiment del shochu de Kagoshima, que fins aleshores s'havia produït amb "koji groc", va millorar dràsticament mitjançant l'ús de koji negre. Tanmateix, el koji negre té alguns inconvenients: 1. el control de la temperatura és difícil i 2. el pigment negre de les espores taca la zona de treball. Més tard, el 1924, Kawachi va descobrir el "koji blanc", que va resoldre els diversos problemes del koji negre. En el moment del seu descobriment, l'elaboració de cervesa amb koji negre ja s'havia establert, de manera que no hi va haver cap substitució dràstica, però cap a les dècades de 1970 i 1980, el koji blanc s'havia començat a utilitzar a la majoria de llocs de producció de shochu. Més tard, el segon president de Kawachi, Genichiro Shoten, va descobrir una altra soca mutant de koji blanc i va aconseguir cultivar una nova espècie de koji negre. Amb el recent auge del shochu, el nombre de koji shochu negre va en augment.

## Enzims continguts al Koji
Com s'ha esmentat anteriorment, el koji es fa cultivant un grup de fongs filamentosos anomenats "Aspergillus oryzae" en arròs, blat, mongetes, etc., i els enzims secretats per Aspergillus oryzae fora del cos poden descompondre el midó , les proteïnes , els greixos , etc. en molècules més petites amb una eficiència extremadament alta.

### Grup d'amilasa
« Amilasa » és un terme general per als enzims que hidrolitzen el midó. El midó és un polisacàrid en què la glucosa es polimeritza amb molts enllaços α-1,4 i α-1,6 , però els humans no poden percebre la dolçor dels polisacàrids. El llevat no pot convertir els polisacàrids en alcohol, però sí que pot convertir la glucosa i la maltosa , que es produeixen per la hidròlisi del midó, en alcohol (la maltosa és un disacàrid en què dues molècules de glucosa estan unides amb enllaços α-1,4).
L'Aspergillus oryzae segrega grans quantitats de diversos tipus d'amilasa, incloent-hi l'α-amilasa , l'α-glucosidasa i la glucoamilasa, fora del seu cos, i és capaç de descompondre el midó que conté l'arròs, el blat i altres aliments en sucres de baix pes molecular com la glucosa i la maltosa.
1. α-amilasa: Pot hidrolitzar els enllaços α-1,4 del midó en posicions aleatòries, descomponent-los finalment en maltosa, però no pot descompondre els enllaços α-1,6.
2. β-amilasa (no produïda per Aspergillus oryzae): enzim que hidrolitza els enllaços α-1,4 del midó des de l'extrem no reductor per produir unitats de maltosa. No pot degradar els enllaços α-1,6.
3. Glucoamilasa: Un enzim que hidrolitza el midó en unitats de glucosa des de l'extrem no reductor. Pot hidrolitzar tant enllaços α-1,4 com α-1,6, però no pot utilitzar midó amb un pes molecular relativament baix com a substrat.
4. α-glucosidasa: pot hidrolitzar la maltosa en glucosa.

### Grup de proteases
La «Proteasa» és un terme general per als enzims que hidrolitzen proteïnes. Les proteïnes són polipèptids en què molts aminoàcids es polimeritzen amb enllaços amida . Igual que amb el midó, els humans normalment no poden percebre el gust umami dels polipèptids. Perceben el gust umami dels aminoàcids i els pèptids curts que es produeixen per hidròlisi dels polipèptids.

### Família de les lipases
La "lipasa" és un grup d'enzims que hidrolitzen els enllaços èster que formen els lípids.